# Кашинето (Новара)
Кашинето је насеље у Италији у округу Новара, региону Пијемонт.
Према процени из 2011. у насељу је живело 22 становника. Насеље се налази на надморској висини од 340 м.